# Pelindaba
Le centre nucléaire de Pelindaba (fin de l'histoire ou conclusion en zoulou) est une installation de recherche située près du barrage de Hartbeespoort Dam, à l'ouest de Pretoria en République d'Afrique du Sud. 

## Histoire
Membre fondateur de l'Agence internationale de l'énergie atomique (AIEA), en 1948 l'Afrique du Sud créé l'Atomic Energy Board (AEB) et son programme de recherche et développement nucléaire débute en 1959. En 1961, le site de Pelindaba, à l'ouest de Pretoria, est choisi pour accueillir le premier réacteur nucléaire de recherche du pays.
Ce centre a été le principal centre de recherche nucléaire pour l'Afrique du Sud. Le réacteur nucléaire de recherche SAFARI-1 (en) (South African Fundamental Atomic Research Installation) d'une puissance de 20 MW y est construit entre 1961 et 1965. Il est mis en service le 18 mars 1965. Il dispose entre autres d'un générateur de Van de Graaff de 4 MW.
Dans les années 1960 et 1970, les scientifiques et ingénieurs sud-africains ont utilisé le réacteur pour mener des recherches dans un large éventail de domaines, dont la physique nucléaire, la physique des réacteurs, l'étude de matériaux, ainsi que dans d'autres applications médiacles, géologiques et environnementales.
Après 1976, quand l'exportation de combustible des États-Unis vers l'Afrique du Sud a été suspendue, la puissance de SAFARI-1 a été réduite à 5 MW. Le réacteur était alors exploité une semaine sur deux. La production d'un combustible local a permis que le réacteur reprenne ses fonctions au début de années 1980. 
C'est également dans ce centre que la bombe atomique sud-africaine est conçue, construite et entreposée.
En 1974, Pretoria construit l’usine d’enrichissement de Valindaba (Pelindaba-est), désignée « Usine-Y » (« Y-plant ») avec l’aide  d’Israël, de la France, et de l’Allemagne de l’Ouest.
Le dernier gouvernement d'apartheid décide de renoncer définitivement à son arsenal en 1991.
Le traité faisant de l'Afrique une zone exempte d'armes nucléaires a reçu le nom de traité de Pelindaba, entre autres afin de symboliser le changement de politique de l'Afrique du Sud en ce qui concerne les armes nucléaires, changement qui a permis, au début des années 90, de relancer les négociations en vue de faire du continent une zone exempte d'armes nucléaires.
Le réacteur produit et commercialise les radioisotopes Molybdène-99, Césium-137, Iridium-192, Iode-131 et Technétium 99m au marché local. Dans les années 1990, le réacteur était à l'origine de 90 % des produits radiopharmaceutiques utilisés en Afrique du Sud. Près de 20 % de la demande mondiale de Molybdène-99 était fournie par SAFARI-1.
En 2009, SAFARI-1 passe du combustible d'uranium hautement enrichi au combustible faiblement enrichi.